# Alkor-Edition
Die Alkor-Edition ist ein Musikverlag und eine Agentur für musikalische Bühnen- und Orchesterwerke.
Die Alkor-Edition ging aus der 1934 in Leipzig zur Fortführung der Kritischen Bruckner-Gesamtausgabe gegründeten Firma Oscar Brandstetter hervor, die 1944 in Bruckner-Verlag Leipzig umbenannt wurde. Mit der Neugründung als Bruckner-Verlag Wiesbaden wurde 1948 der Firmensitz zunächst dorthin verlegt, bis Karl Vötterle den von Fritz Oeser geführten Verlag nach Kassel holte und ihn unter dem Namen Alkor-Edition Kassel in die Bärenreiter-Verlagsgruppe aufnahm. Geschäftsführer sind die Tochter des Bärenreiter-Gründers Karl Vötterle, Barbara Scheuch-Vötterle sowie ihr Sohn Clemens Scheuch.
Als Agentur für Bühne und Orchester vertreibt die Alkor-Edition neben eigenen Werken die Aufführungsmateriale des Bärenreiter-Verlages und zahlreicher ausländischer Verlage, die von ihr vertreten werden. Zu den wichtigsten Titeln des Alkor-Kataloges zählen die Bühnen- und Orchesterwerke von Georg Friedrich Händel, Christoph Willibald Gluck, Wolfgang Amadeus Mozart, Joseph Haydn, Hector Berlioz und der Strauss-Dynastie – basierend auf der jeweiligen kritischen Gesamtausgabe – sowie die Nowak-Ausgaben der Symphonien von Anton Bruckner. Ebenfalls bei der Alkor-Edition erhältlich sind so wichtige Opern wie Beethovens Fidelio, Halévys La Juive, Dvořáks Rusalka, Smetanas Die verkaufte Braut, Gounods Margarethe, die Oeser-Version von Offenbachs Les contes d’Hoffmann und La belle Hélène sowie die Ballette von Peter Tschaikowski.
Ein zentrales Segment des Alkor-Kataloges betrifft die zeitgenössische Musik, im Besonderen die Werke von Komponisten des Bärenreiter-Verlages wie Jean Barraqué, Günter Bialas, Beat Furrer, Vadim Karassikov, Rudolf Kelterborn, Giselher Klebe, Ernst Krenek, Philipp Maintz, Matthias Pintscher, Andrea Lorenzo Scartazzini, Thomas Daniel Schlee, Charlotte Seither, Miroslav Srnka, Ulrich Stranz, Manfred Trojahn und Heinz Winbeck.